# O Senhor e o Servo
O Senhor e o Servo é um livro evangélico escrito pelo bispo Edir Macedo, líder e fundador da Igreja Universal do Reino de Deus, e publicado pela Unipro em 1999 e relançado em 2012. O bispo Macedo, em seu livro, analisa a questão do servo servir ao seu Senhor e destaca sobre a humildade de espírito, uma das características do verdadeiro cristão.